# Зенькова, Ефросинья Савельевна
Ефросинья Савельевна Зенькова (бел. Ефрасіння Савельеўна Зянькова;  22 декабря 1923 — 19 апреля 1984) — участница Великой Отечественной войны, белорусская подпольщица, руководитель (секретарь) Обольской подпольной комсомольской организации «Юные мстители». Герой Советского Союза (1 июля 1958).

## Биография
Родилась 22 декабря 1923 года в деревне Ушалы ныне Шумилинского района Витебской области в крестьянской семье. По национальности белоруска. Член ВКП(б) с 1945 года. По окончании средней школы и школы ФЗО работала на швейной фабрике.
Участница Великой Отечественной войны с 1941 года. Работала в составе подпольного райкома партии и руководства партизанского отряда им. К. Е. Ворошилова. Подпольщики осуществляли получение сведений о вражеском гарнизоне, расположенном в пгт Оболь (Шумилинский район). Ими была совершена 21 диверсионная операция. Среди прочих — была взорвана электростанция, выведены из строя кирпичный и льняной заводы, сожжены на складах станции две тысячи тонн льна, готового к отправке в Германию.
28 августа 1943 года прошли массовые аресты участников комсомольского подполья, многие юные подпольщики были расстреляны. Зенькова накануне облав и арестов находилась по заданию райкома партии в отдалённом разъезде Глушанино. По возвращении, узнав об арестах, вступила в партизанский отряд.
Указом Президиума Верховного Совета СССР от 1 июля 1958 года Зеньковой Ефросинье Савельевне присвоено звание Героя Советского Союза с вручением ордена Ленина и медали «Золотая Звезда» (№ 11112).
По окончании Великой Отечественной войны работала в военкомате города Витебска. Умерла 19 апреля 1984 года.
Похоронена на Мазуринском кладбище в Витебске.

## Награды и звания
- Медаль «Золотая Звезда» Героя Советского Союза (№ 11112);
- Орден Ленина;
- Орден Отечественной войны I степени;
- Орден Красной Звезды.
- Медали, в том числе:
  - Медаль «За победу над Германией в Великой Отечественной войне 1941—1945 гг.»;
  - Юбилейная медаль «Двадцать лет Победы в Великой Отечественной войне 1941—1945 гг.»;
  - Юбилейная медаль «Тридцать лет Победы в Великой Отечественной войне 1941—1945 гг.».
- Почётный гражданин города Витебска (1976).

## Память
- В городском посёлке Оболь Шумилинского района Витебской области подпольщикам установлен памятник.
- Комплекс документов и награды Е. С. Зеньковой находятся в экспозиции Республиканского музея славы.
- Памятник-обелиск обольским подпольщикам установлен у школы № 41 города Минска.
- Имя Е. С. Зеньковой присвоено средней школе № 28 г. Витебска[2]. Одна из экспозиций в школьном музее посвящена Герою.
- Мурал памяти Героя Советского Союза Ефросиньи Зеньковой в Витебске (25.06.2024)[3][4]. Размещён на фасаде средней школы № 28 имени Е.С. Зеньковой.